# 卡洒哇遗址
卡洒哇遗址，位于中国青海省民和县杏儿乡卡洒哇村，为青海省市县级文物保护单位，公布日期为1987年4月16日，类型为古遗址。
卡洒哇遗址的历史年代为马家窑类型、齐家文化。